# Diego Oliveira Alves
Diego Oliveira Alves (* 11. Mai 1987 in Itabira), auch bekannt als Diego, ist ein brasilianischer Fußballspieler.

## Karriere
Seinen ersten Vertrag unterschrieb Diego 2005 beim brasilianischen Club América Mineiro in Belo Horizonte. 2006 wurde er nach Patos de Minas an UR Trabalhadores ausgeliehen. Von 2008 bis 2011 spielte er bei Ceilândia EC in Ceilândia. 2012 wechselte er nach Afrika. Hier unterschrieb er in Ruanda einen Vertrag beim Armée Patriotique Rwandaise FC. Der Club aus Kigali spielte in der Ersten Liga, der National Football League. Nach Ende der Saison wurde er mit dem Club ruandischer Fußballmeister. Mitte 2012 ging er nach Thailand. Hier unterschrieb er einen Vertrag beim Drittligisten Phitsanulok FC in Phitsanulok. Mitte 2013 wechselte er nach Chiangmai zum Chiangmai FC. Der Verein spielte ebenfalls in der Dritten Liga. Mit dem Verein wurde er Meister der Regional League Division 2 – North und stieg somit in die Zweite Liga, der Thai Premier League Division 1, auf. Zur Rückserie 2014 verpflichtete ihn der Drittligist Sukhothai FC. Der Club aus Sukhothai wurde am Ende der Saison 2014 Meister der Northern Region. 2015 wechselte er zur Rückserie zum Drittligisten Phrae United FC nach Phrae. Hier stand er bis Juni 2017 für den Club auf dem Spielfeld. Von Juni bis Saisonende ging er nach Bangkok, wo er die Rückserie für Army United in der Thai League 2 spielte. Zum Ligakonkurrenten Kasetsart FC, ein Verein, der ebenfalls in Bangkok beheimatet ist, ging er im Januar 2018. Nach der Hinserie ging er Mitte 2018 auf die Philippinen, wo er bis Mitte 2019 für Davao Aguilas FC in der Ersten Liga, der Philippines Football League, spielte. Mitte 2019 kehrte er nach Thailand zurück. Hier schloss er sich dem Zweitligisten Air Force United aus Bangkok an. Für die Air Force absolvierte er 2019 zehn Spiele. Ende 2019 gab die Air Force bekannt, dass man sich aus der Liga zurückzieht. Seit Anfang 2020 ist er vertrags- und vereinslos.

## Erfolge
Armée Patriotique Rwandaise FC (APR FC)
- National Football League (Ruanda): 2011/12

Chiangmai FC
- Regional League Division 2 – North: 2013

Sukhothai FC
- Regional League Division 2 – North: 2014